# صفحه‌شماره

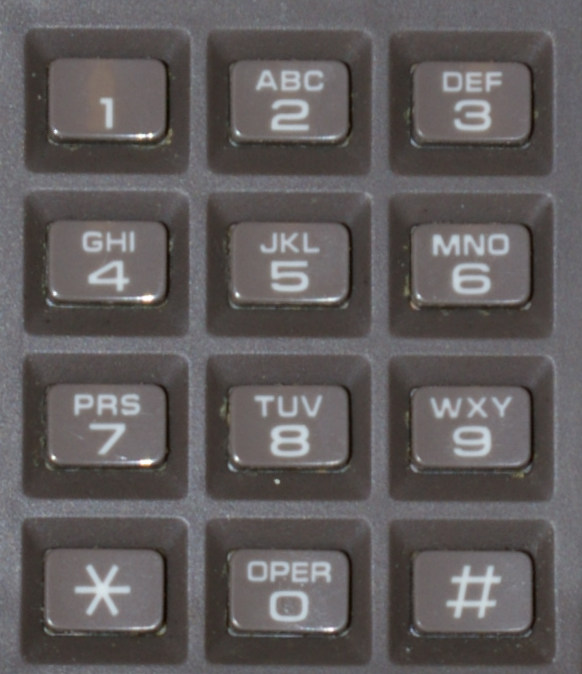
صفحه شماره تلفن

صفحه شماره یا شماره‌گیر مجموعه‌ای از دکمه‌هاست که در کنار هم قرار گرفته‌اند و مربوط به ارقام، نمادها یا حروف الفبا می‌باشند.  صفحه‌شماره‌های عددی در روی صفحه‌کلیدهای حروفی-عددی رایانه و سایر دستگاه‌هایی که ورودی عددی دارند یافت می‌شود مثل ماشین حساب‌ها و تلفن‌های قدیمی، دستگاه‌های فروش خودکار، خودپردازها، پایانه فروش، ... دیده می‌شود. 

## استفاده و طریقه عملکرد
در صفحه کلید رایانه معمولاً یک صفحه شماره کوچک در گوشه قرار دارد، چیدمان شماره‌ها در این صفحه شماره مشابه ماشین حساب است و به کمک آن می‌توان داده‌های عددی را وارد کرد. دلیل قرار گرفتن این صفحه شماره در سمت راست صفحه کلید این است که بیشتر افراد راست‌دست هستند.
در بعضی از لپ‌تاپ‌ها دکمه‌های عملیات ویژه‌ای وجود دارد که می‌توان دکمه‌های شماره موجود در صفحه کلید را به کلیدهای عددی تبدیل کند. در این لپ‌تاپ‌ها چون فضای کافی وجود نداشته است صفحه شماره را حذف کرده‌اند ولی کاربر می‌تواند اقدام به خرید یک صفحه شماره خارجی نماید.